# Conochilus
Conochilus is een geslacht van raderdiertjes uit de familie van de Conochilidae.

## Soorten
- Conochilus hippocrepis (Schrank, 1803)
- Conochilus unicornis Rousselet, 1892
- Conochilus arboreus Rajendran, 1971
- Conochilus dossuarius Hudson, 1885
- Conochilus exiguus Ahlstrom, 1938
- Conochilus madurai Michael, 1966
- Conochilus coenobasis (Skorikov, 1914)
- Conochilus deltaicus (Rodewald-Rudescu, 1960)
- Conochilus natans (Seligo, 1900)